# Suti István
Suti István (Mindszent, 1939. június 23. – Kiskunhalas, 2012. március 18.) magyar lovas, díjlovagló magyar bajnok, díjugrató olimpikon és határőr. Az 1960. évi nyári olimpia résztvevője. A második világháborút követő időszak nyári olimpiáinak legeredményesebb magyar színekben versenyző egyéni lovasa volt, a gróf Széchenyi István Emlékérem birtokosa.

## Pályafutása
Öt testvérével együtt nőtt fel szegény családban. Édesapja kubikusként dolgozott és 1946-ban, mikor hazaérkezett a frontról azután nemsokára meghalt. Félárván nőtt fel és hétéves korától dolgozott, hogy meg tudjanak élni édesanyjával és testvéreivel. Juhász gyerekként kezdte és a Levelényi Állami Gazdaság csikós lovain kezdett el lovagolni. Az általános iskolát is főleg tanárai jóindulatának köszönhetően tudta elvégezni. 1952-ben került Budapestre a Földművelésügyi Minisztérium Istállóba, ahol Dr Reznek Jenő és Tóth Béla edzette. 1952-től 1956-ig a Felgyői Traktor SE, 1957-ben a Népstadion Nemzeti vállalatnál versenyzett, majd 1957 második felétől 1961-ig a Budapesti Traktor , 1961-től 1963-ig az Újpesti Dózsa. 1963-tól 1985-ig a Kiskunhalasi Határőr Dózsa SE sportolója volt, ahol edzője Hirling József volt.
A Felgyői Állami Gazdaságban, ahogy ő mondta magáról: „Önképző lovasként nőtt fel.” Fiatal kora miatt nem indulhatott az 1956-os olimpián, de lovászként részt vehetett a játékokon. 1960-ban Rómában a díjugratás egyéni versenyében Széplány nevű lován 28,5 (12+16,5) hibaponttal a 10. helyen végzett. A díjugrató csapatversenyben a 16. helyre rangsorolt csapat (Karcsú Imre, Móra László és ő, 382,75 hibapont) tagja.
1969-ig határőr tiszthelyettes főtörzsőrmesterként. A bécsi NATO verseny megnyerése után léptették elő alhadnaggyá. 1971-ben részt vett az előolimpián, de az olimpia előtt egészségi állapota miatt visszavonult. Díjlovaglásban Hazslinszky Géza és Mártonfi Béla, lovastusában Máchánszky Gyula volt az edzője. Később visszakerült Felgyőre. Az országos bajnokságokon kétszeres arany (1953-ban a Felgyői Traktor, 1961-ben az Újpesti Dózsa színeiben) és kétszeres ezüstérmes. Az első bajnoki címét 14 évesen szerezte a felnőtt bajnokságon 1954-ben. Egyszeres csapatbajnok a Kiskunhalasi Határőr Dózsa színeiben. 1965-ben és 1969-ben, Bécsben az Európai Hadseregek Lovas Bajnokságának aranyérmese. 1952-től 1965-ig volt a válogatott tagja.
Visszavonulása után előbb kiképző szakasz, majd századparancsnok a határőrség lovas iskolájában. A határőr lovász és lovas kiképzés motorja volt Kiskunhalason. 1986-ban századosként vonult nyugállományba. 2000-ben a legmagasabb lovas kitüntetést a gróf Széchenyi István Emlékérmet adományozták részére. 2003. május 1-jén, az újrainduló kiskunhalasi nemzetközi lovasversenyen őrnaggyá léptették elő. Haláláig Kiskunhalason élt, a kétszeres olimpikon lovastusa versenyző Sós Attila nevelőapja volt, akinek a felkészítésében is segédkezett. 2012-ben hunyt el és Kiskunhalason helyezték örök nyugalomra.

## Emlékezete
Kiskunhalason a Hirling Lovasparkban 2018 augusztusában emléktáblát avattak tiszteletére és róla nevezték el a megújított négy évszakos pályát. 